# Planifoli
Els planifolis o latifolis (del llatí plānus «plà», latus «ample» i folĭum «fulla», respectivament) són espècies arbòries o arbustives que tenen fulles planes ben desenvolupades, contràriament al que succeeix amb les coníferes que tenen fulles en forma d'agulla.
A Europa occidental hi ha una quasi coincidència entre planifolis i caducifolis, arbres que perden les fulles a la tardor. No obstant hi ha excepcions, tals com l'alzina, l'olivera, el llorer i el boix grèvol, que tot i que són planifolis no perden les fulles a la tardor, i són per tant perennifolis. D'altra banda algunes espècies de coníferes, com els làrix, són excepcionalment caducifòlies.

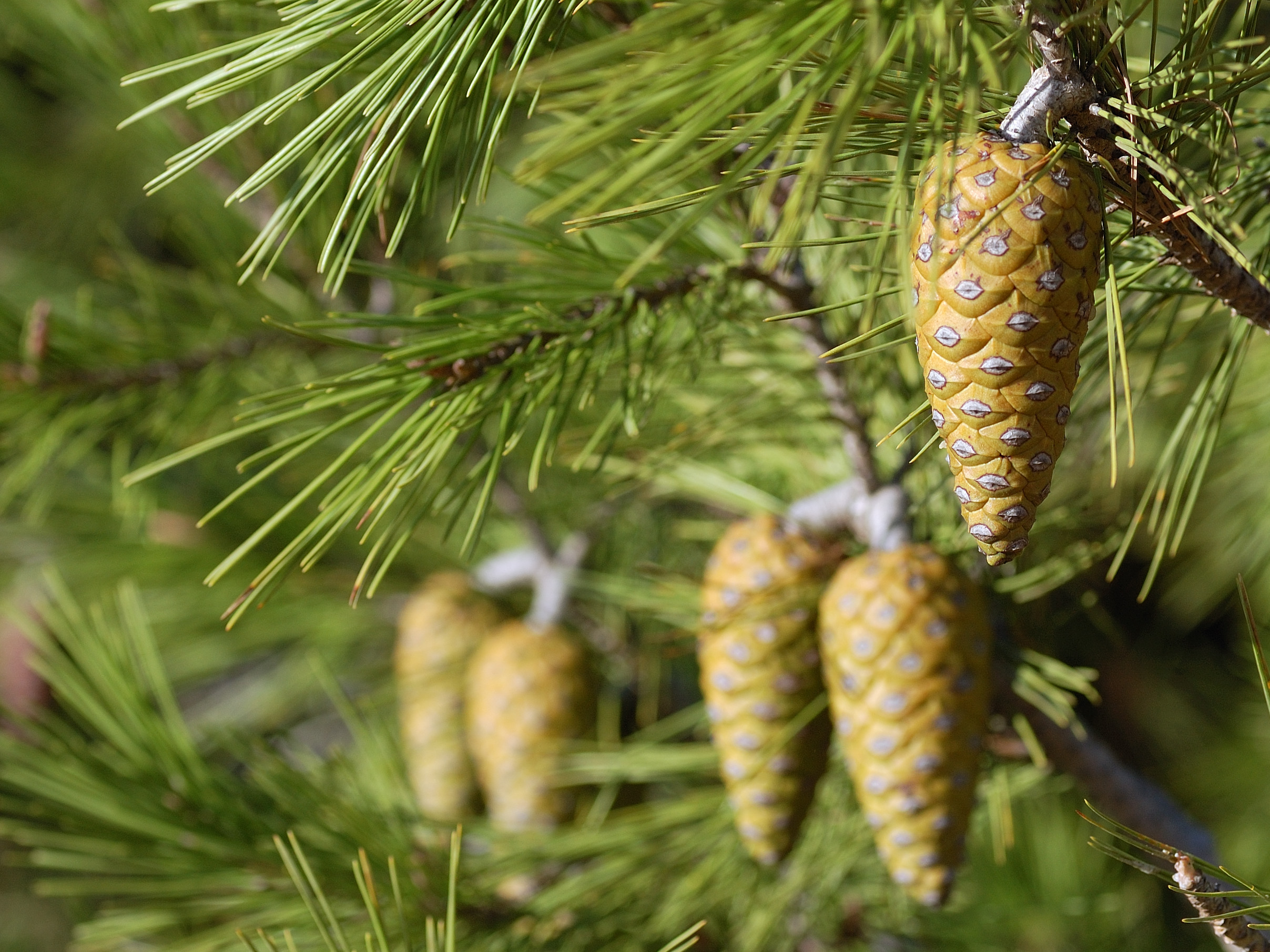
Conífera perennifòlia, pi blanc
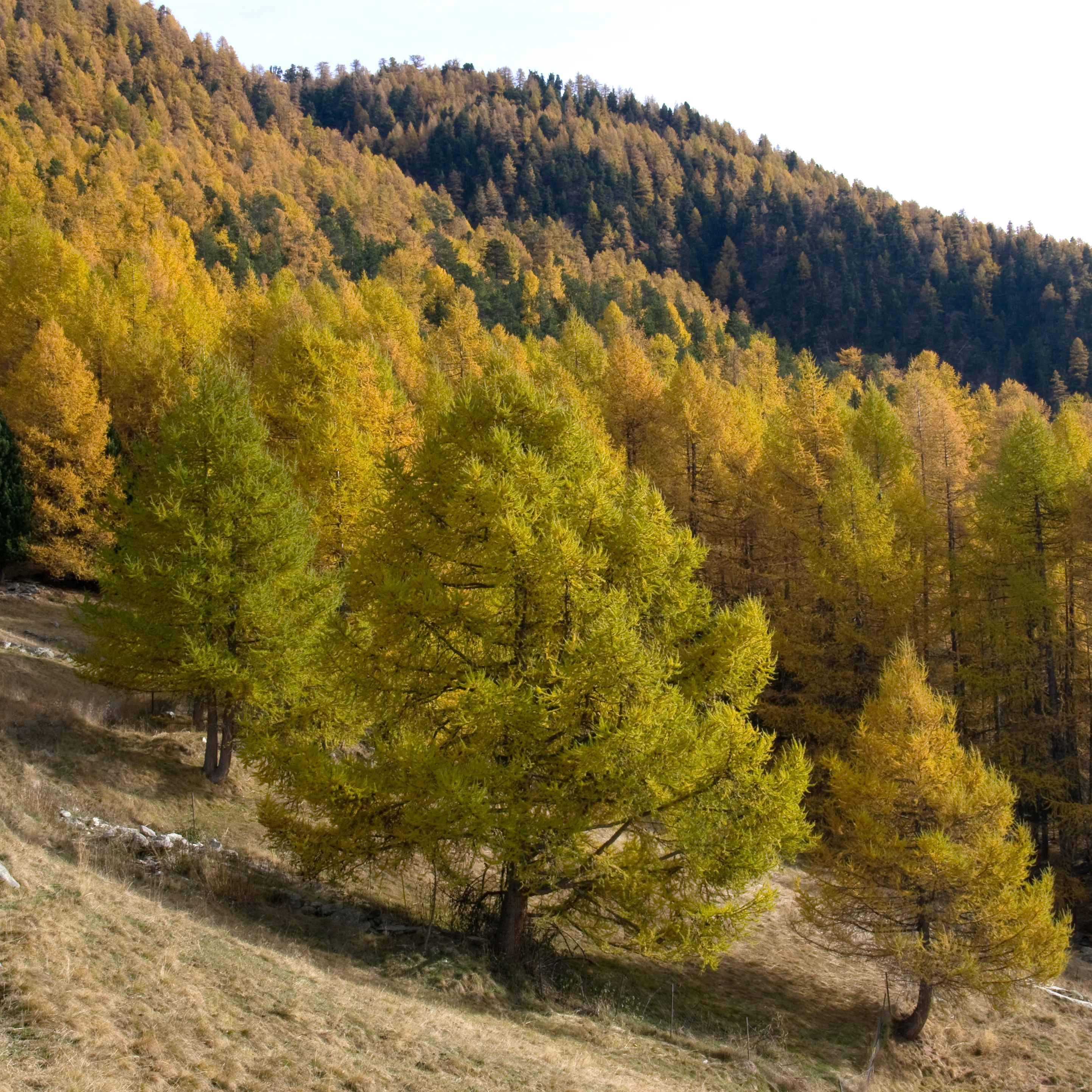
Conífera caducifòlia, làrix
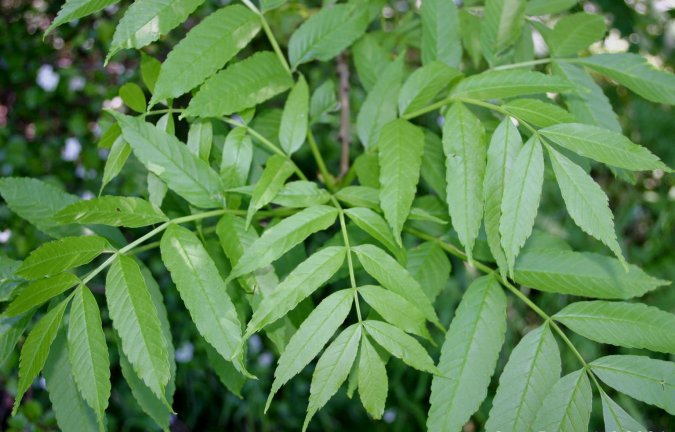
Planifoli caducifoli, freixe de fulla gran
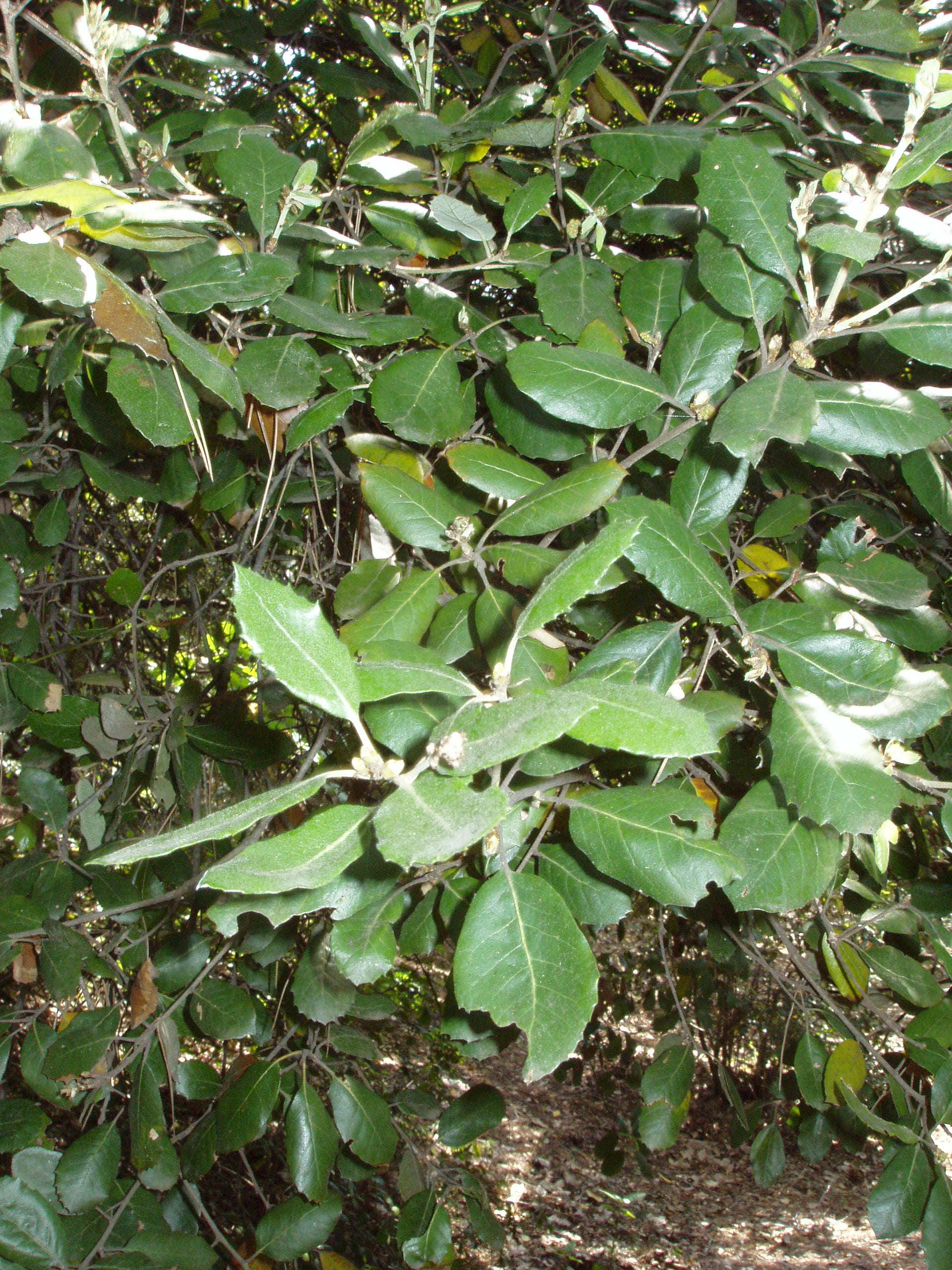
Planifoli perennifoli, alzina